# Гребля Уед-Фодда

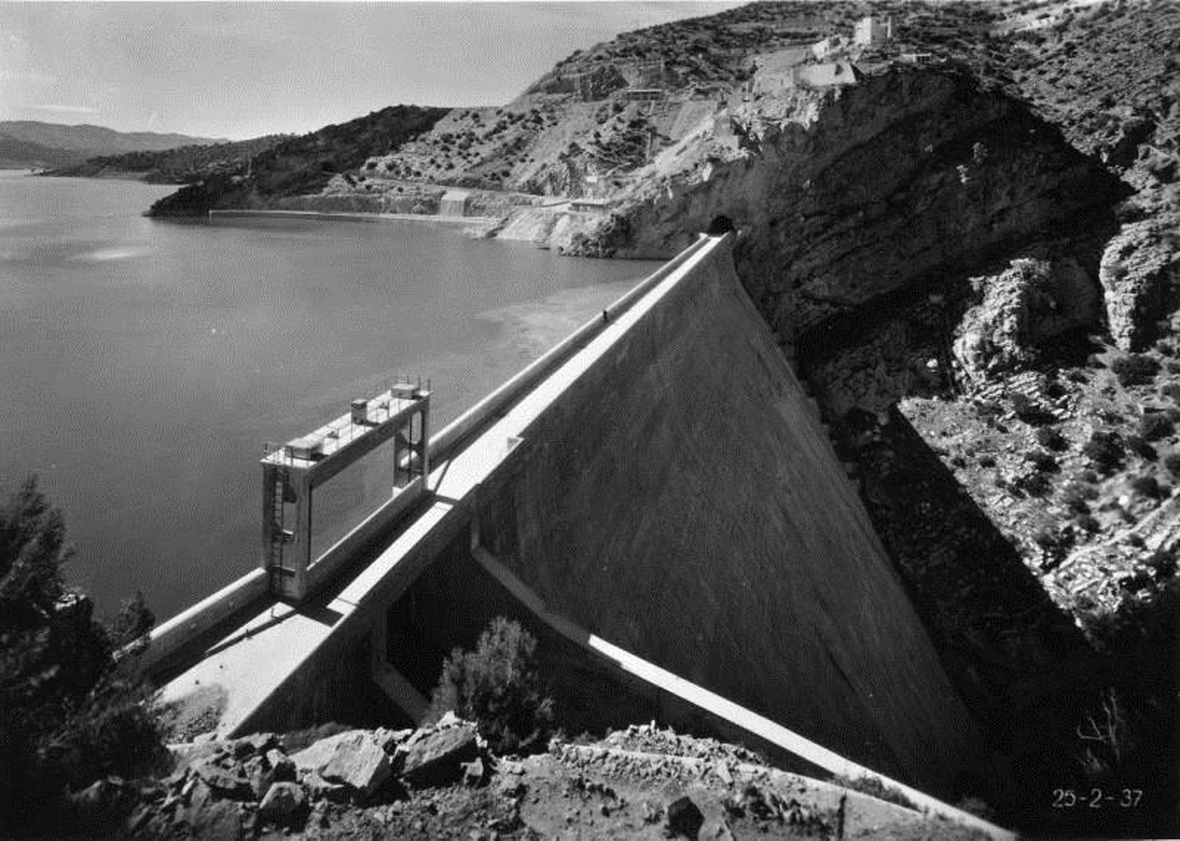
Гребля Уед-Фодда

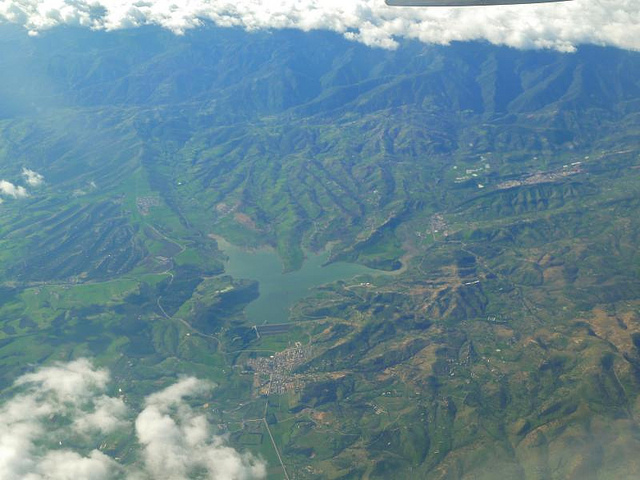
Загальний вигляд греблі та сховища

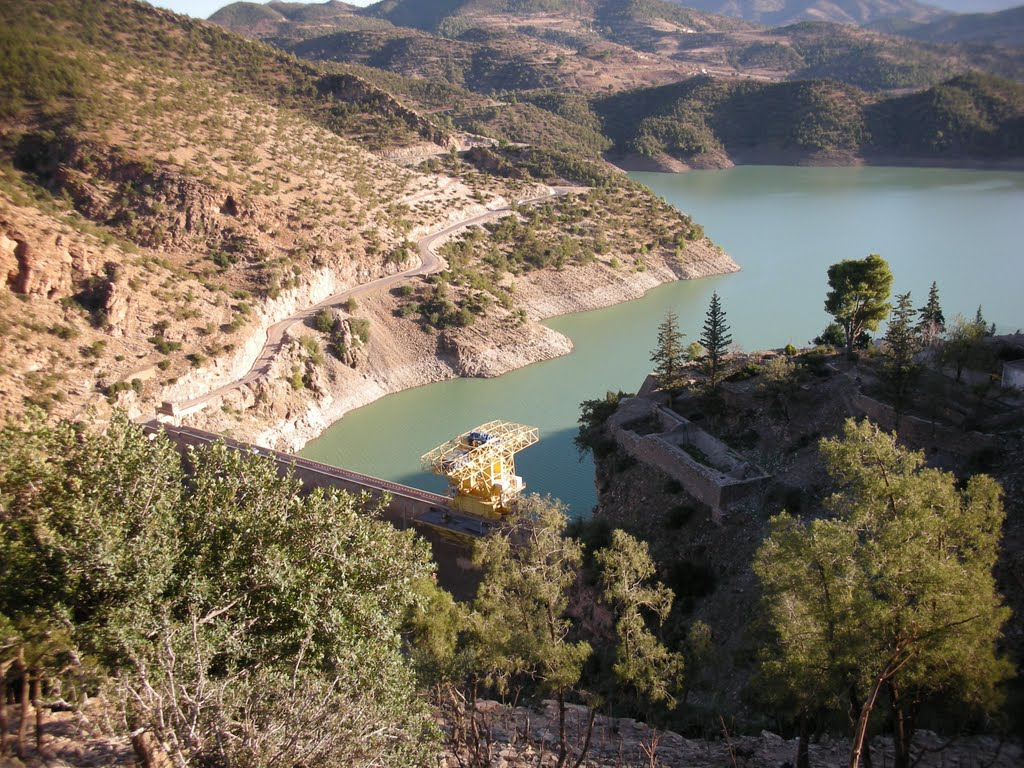
Водосховище греблі

Гребля Уед-Фодда (Oued Fodda) – гідротехнічна споруда на півночі Алжиру.
Греблю спорудили в 1926 – 1932 роках на уеді Фодда (Rouina), який є лівою притокою уеду Челіф в його середній течії, де він тривалий час тече між хребтами Тель-Атласу у західному напрямку перш ніж прорватись через північний з них та досягнути Середземного моря за сім десятків кілометрів на схід від Орану. При цьому можливо відзначити, що вище по течії на Фодді споруджена гребля Куд'ят-Росфа. Водозбірний басейн вище від споруди складає 800 км2 (з них більше половини вище від Куд'ят-Росфа), а метою її спорудження була іригація.
В межах проекту долину уеду перекрили бетонною гравітаційною греблею висотою 89 метрів, довжиною 182 метра та товщиною по основі 65 метрів, яка потребувала 320 тис м3 бетону. Водоскиди греблі здатні перепускати під час повені 1100 м3/с.
Гребля утворила водосховище об’ємом 225 млн м3, який станом на 2004 ріук унаслідок замулення скоротився до 103 млн м3. Водойма має площу поверхні 6,49 км2 при нормальному рівні поверхні на позначці 370,5 метра НРМ (під час повені може зростати до 374 метра НРМ).
При греблі в 1941-му облаштували міні-електростанцію потужністю 15,6 МВт, яка використовує напір у 112,5 метра та може виробляти 15 млн кВт-год на рік.